# Jon Bautista
Jon Bautista Orgilles (Maó, 3 juli 1995) is een Spaans voetballer die doorgaans speelt als spits. In juli 2022 verruilde hij Real Sociedad voor Eibar.

## Clubcarrière
Bautista speelde in de jeugd bij Touring KE en kwam hierna terecht in de opleiding van Real Sociedad. Vanaf 2014 speelde hij voor het belofteteam van de club, waarvoor hij in meer dan zeventig duels uitkwam. In februari 2016 werd zijn verbintenis bij de club verlengd tot medio 2020. Zijn debuut in het eerste elftal maakte de aanvaller op 24 april 2016, toen met 0–0 gelijkgespeeld werd tegen Villarreal. Bautista mocht van hoofdcoach Marcelino in de blessuretijd invallen voor Mikel Oyarzabal. Het eerste professionele doelpunt voor het jeugdproduct volgde op 8 mei 2016, toen hij van coach Eusebio Sacristán op de bank moest beginnen tegen Rayo Vallecano. Oyarzabal had de thuisploeg op voorsprong gezet, waarna Bautista in de rust Carlos Vela verving. Vijf minuten na zijn invalbeurt verdubbelde hij de voorsprong. Door een treffer van Javi Guerra werd het uiteindelijk 2–1.
In de zomer van 2019 werd Bautista voor één seizoen verhuurd aan KAS Eupen. Na zijn terugkeer uit België speelde hij eenentwintig competitiewedstrijden in het seizoen 2020/21, allemaal als invaller. Daarop werd hij medio 2021 opnieuw verhuurd, ditmaal aan Leganés. Na twee verhuurperiodes vertrok Bautista medio 2022 definitief bij Sociedad, toen hij verkaste naar Eibar. Bij deze club maakte hij in de seizoenen 2023/24 en 2024/25 respectievelijk zeventien en elf competitiedoelpunten, waarop zijn contract opengebroken en verlengd werd tot medio 2028.

## Clubstatistieken
| Seizoen | Club          | Competitie       | Competitie | Competitie | Beker | Beker | Internationaal | Internationaal | Totaal | Totaal |
| Seizoen | Club          | Competitie       | Wed.       | Dlp.       | Wed.  | Dlp.  | Wed.           | Dlp.           | Wed.   | Dlp.   |
| ------- | ------------- | ---------------- | ---------- | ---------- | ----- | ----- | -------------- | -------------- | ------ | ------ |
| 2015/16 | Real Sociedad | Primera División | 4          | 1          | 0     | 0     | —              | —              | 4      | 1      |
| 2016/17 | Real Sociedad | Primera División | 12         | 3          | 1     | 0     | —              | —              | 13     | 3      |
| 2017/18 | Real Sociedad | Primera División | 11         | 1          | 2     | 0     | 7              | 1              | 20     | 2      |
| 2018/19 | Real Sociedad | Primera División | 18         | 1          | 1     | 0     | —              | —              | 19     | 1      |
| 2019/20 | → KAS Eupen   | Eerste klasse A  | 26         | 3          | 1     | 0     | —              | —              | 27     | 3      |
| 2020/21 | Real Sociedad | Primera División | 21         | 0          | 1     | 0     | 5              | 2              | 27     | 2      |
| 2021/22 | Real Sociedad | Primera División | 1          | 0          | 0     | 0     | —              | —              | 1      | 0      |
| 2021/22 | → Leganés     | Segunda División | 24         | 1          | 2     | 2     | —              | —              | 26     | 3      |
| 2022/23 | Eibar         | Segunda División | 38         | 6          | 2     | 0     | —              | —              | 40     | 6      |
| 2023/24 | Eibar         | Segunda División | 34         | 17         | 2     | 0     | —              | —              | 36     | 17     |
| 2024/25 | Eibar         | Segunda División | 36         | 11         | 0     | 0     | —              | —              | 36     | 11     |
| Totaal  | Totaal        | Totaal           | 225        | 44         | 12    | 2     | 12             | 3              | 249    | 49     |

Bijgewerkt op 27 mei 2025.